# Henning Munk Jensen
Henning Munk Jensen (Tønder, 12 januari 1947 – Storvorde, 17 november 2023) was een Deens voetballer die tussen 1970 en 1973 als verdediger voor de Nederlandse voetbalclub PSV speelde. Hij kwam 62 keer uit voor het Deens voetbalelftal. Munk Jensen was in 1975 de eerste speler die voor de tweede keer tot Deens voetballer van het jaar werd verkozen door de Dansk Boldspil-Union.

## Clubcarrière

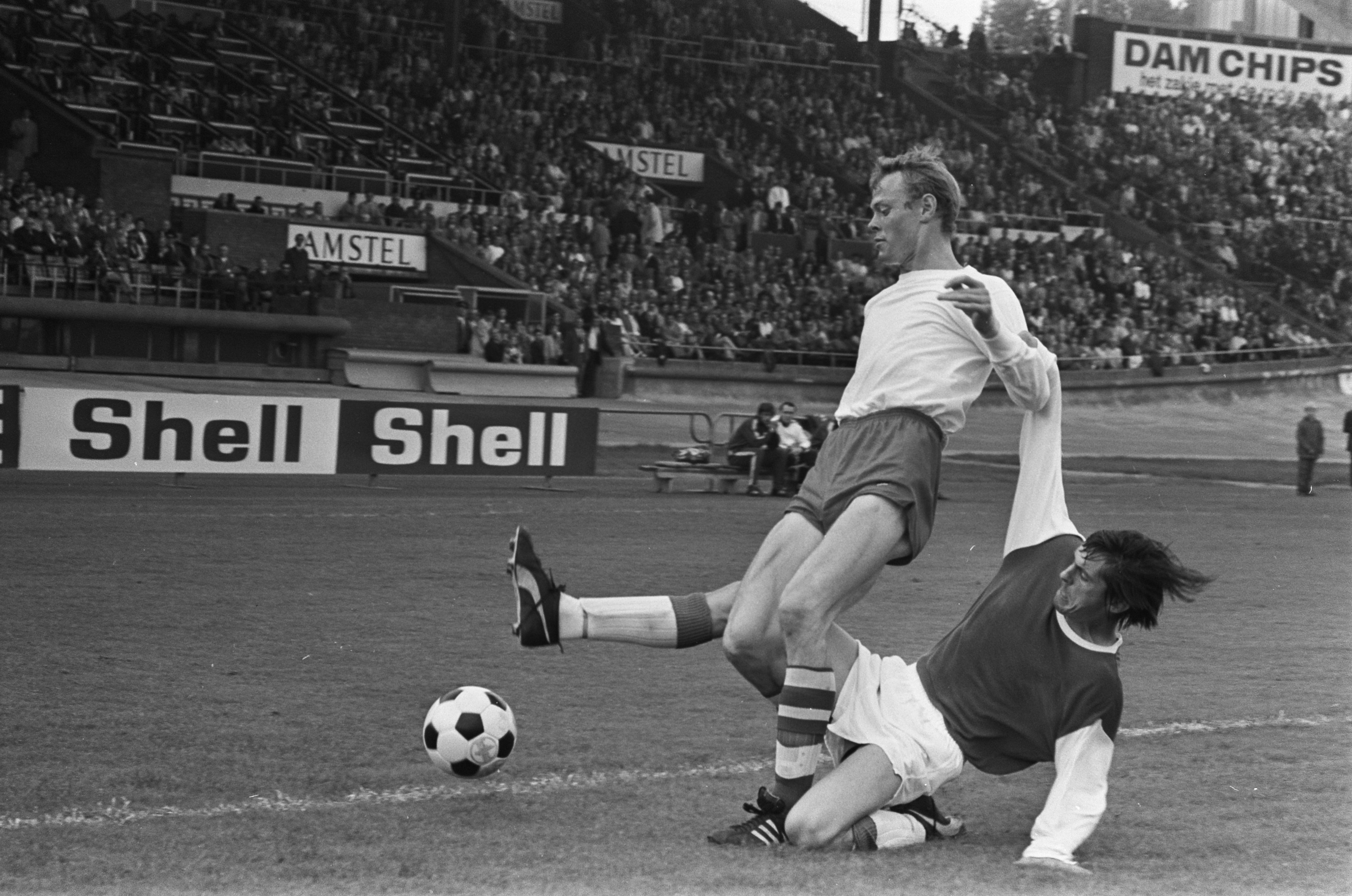
Jensen in actie (1970)

Munk Jensen was na Ole Sørensen, Bent Schmidt-Hansen en Kresten Bjerre de vierde Deen in dienst van PSV. Hij speelde 63 wedstrijden voor de Eindhovenaren, waarin hij vijf keer scoorde. Voor de blonde Deen bij PSV terechtkwam, droeg hij het shirt van AaB (wat destijds nog Aalborg BK  heette) in zijn thuisland. Nadat hij Eindhoven verliet, voerde zijn voetbalcarrière hem langs opnieuw AaB, Frederikshavn fI (Den), San Jose Earthquakes (VS), Edmonton Drillers (VS), Aalborg Freja en ten derden male AaB.

## Interlandcarrière
Munk Jensen debuteerde op 30 november 1966 voor het nationale team van Denemarken. Zijn ploeg verloor op die dag de kwalificatiewedstrijd voor het EK 1968 in en van Nederland (2-1). Ook aanvaller Keld Bak (Næstved IF) maakte in die wedstrijd zijn debuut voor de Denen. Zijn laatste optreden in het Deense shirt was op 20 september 1978, waarbij Denemarken op eigen bodem een kwalificatieduel voor het EK 1980 verloor van Engeland (3-4).
Jensen overleed op 76-jarige leeftijd.

## Erelijst
Aalborg BK
- Deens voetballer van het jaar

1968, 1975